# کیرشایمبولاندن (فرباندسگماینده)
کیرشایمبولاندن (به آلمانی: Verbandsgemeinde Kirchheimbolanden) یک منطقهٔ مسکونی در آلمان است که در دنرسبرگکرایس واقع شده‌است. کیرشایمبولاندن  ۱۹٬۶۸۱ نفر جمعیت دارد.